# セカンドファクトリー (コミュニティ)
株式会社セカンドファクトリー（Second Factory Co.,Ltd.）はかつて存在したオンラインゲーム関連のコミュニティ事業を行う会社である。本社は東京都千代田区であった。2008年3月、親会社であるコムシード株式会社の経営判断により事業整理の対象となり、2009年3月解散。

## 沿革
- 2007年8月2日 コムシード株式会社の100%子会社として設立。代表取締役社長に前川浩史が就任。
- 2007年10月16日 複合カフェ施設「ADスクエア」（現秋葉原ディアステージ）オープン。
- 2008年3月31日 コムシード株式会社の事業整理に伴い、コミュニティ事業の整理を決定。代表取締役社長に石井博規（当時コムシード株式会社代表取締役社長）が就任。
- 2008年8月6日 代表取締役社長に坂入万弘（コムシード株式会社代表取締役社長）が就任。
- 2008年8月 ウェブサイトが閉鎖され、コムシード株式会社のコミュニティ事業のページへリダイレクトされるようになる。
- 2008年秋 リダイレクトが終了する。
- 2008年12月19日 2009年3月でのセカンドファクトリーの解散が、コムシード株式会社の取締役会で決議される[1]。
- 2009年3月 清算結了、解散。
- 2009年5月13日 清算結了、解散したことがコムシード株式会社より公表される[2]。

## 事業内容
- 出版業、飲食業、企画商品制作・販売事業

ADスクエアの運営
フリーペーパー「AkibaDog+」の発行

## その他
- 音響スタッフのSound Featherというグループがあり、ラジオ番組WindVoiceや関連CDの制作に携わっていた。セカンドファクトリーの事業整理に伴い、2008年春に独立。